# Festina lente (puente)
Festina lente es una pasarela peatonal que atraviesa el río Miljacka en la ciudad de Sarajevo (Bosnia y Herzegovina). El puente tiene una longitud de 38 metros y se caracteriza por un original bucle central, que vendría a sugerir la pausa para atravesarlo. La pasarela conecta la Academia de Bellas Artes con la calle Radiceva.

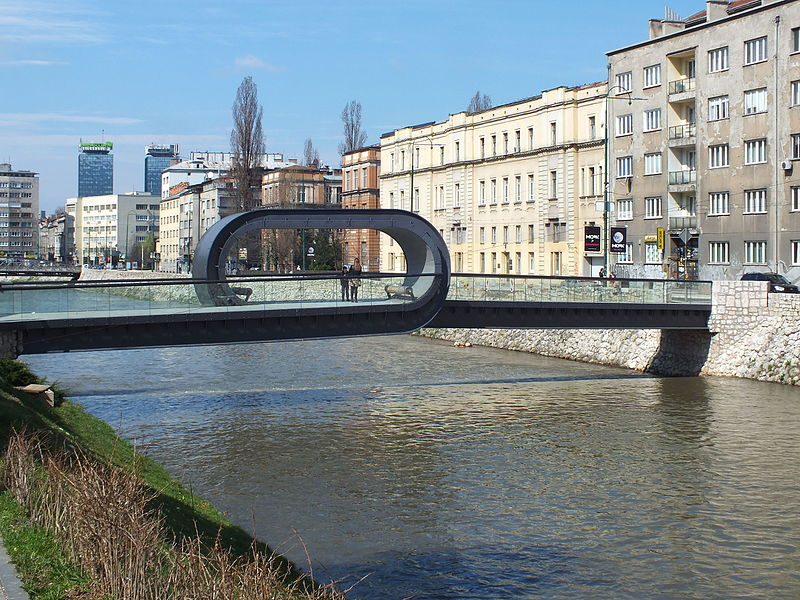
Pasarela Festina lente, abril de 2015.

Está construido en acero, aluminio y un protector de cristal. El proyecto es fruto de un concurso convocado en 2007 y es obra de tres diseñadores bosnios Adnan Alagić, Bojan Kanlić y Amila Hrustić. La pasarela se inauguró oficialmente el 22 de agosto de 2012.

## Nombre
El nombre del puente hace referencia a la locución latina Festina lente, cuya traducción literal sería «Apresúrate despacio».